# Zákony týkající se nebezpečných psů podle zemí

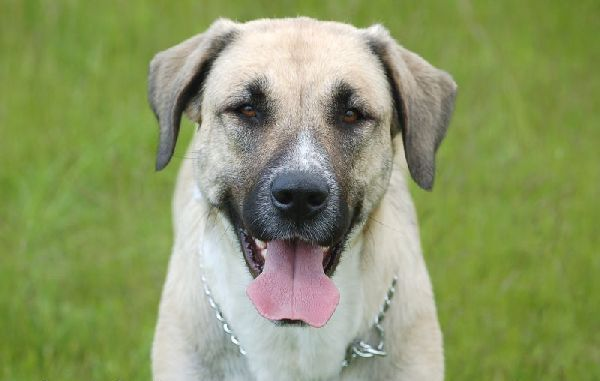
Kangal

Některé právní řády obsahují zákony, které zakazují nebo omezují určitá plemena nebo typy psů. Tyto zákony sahají od úplného zákazu držení těchto psů až po omezení a podmínky vlastnictví a často zavádějí právní domněnku, že tito psi jsou zlí nebo nebezpeční (anglicky dangerous dogs, německy gefährliche Hunde, v českém prostředí se používá pojem bojové plemeno). Řada zemí zavedla předpisy týkající se konkrétních plemen v reakci na řadu smrtelných případů nebo případů zmrzačení psy typu pitbulteriér nebo jinými plemeny psů běžně používanými v psích zápasech. Významnou právní úpravou je Dangerous Dogs Act (1991, dodatek 1997) ve Spojeném království. V minulosti také Unerlaubter Umgang mit gefährlichen Hunden z roku 2001 v Německu, ale ten byl roku 2004 zrušen Spolkovým ústavním soudem Německa, protože spolkový parlament neměl před reformou federalismu, která proběhla až v roce 2006, pravomoc pro přijetí takového zákona.

## Česko
Poslanec David Rath v roce 2013 navrhl zákon o regulaci chovu bojových plemen psů. Tento návrh ale Poslanecká sněmovna nestihla projednat a stále tedy platí, že v Česku je možné chovat a vystavovat jakékoliv psí plemeno.

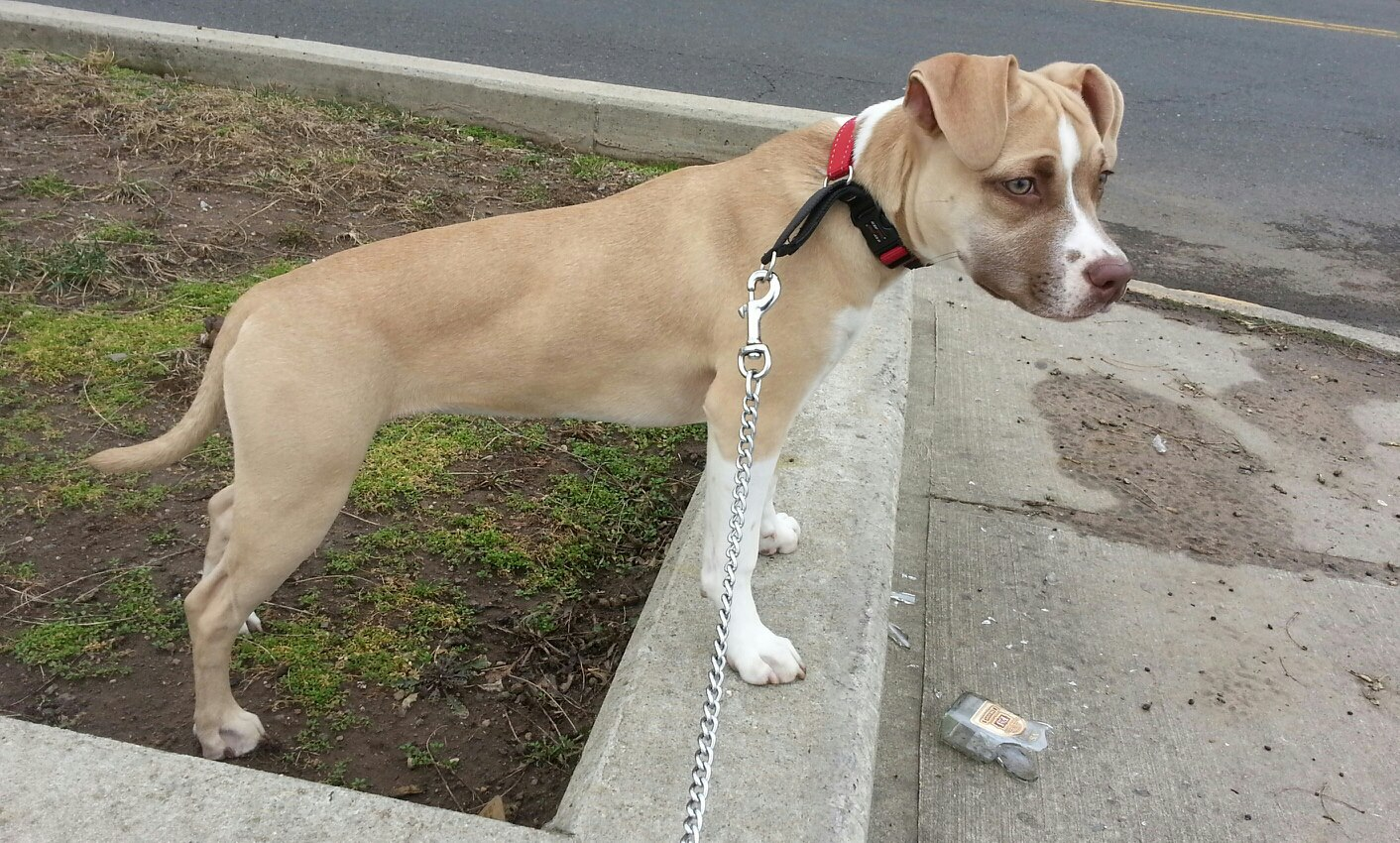
Americký pitbul teriér

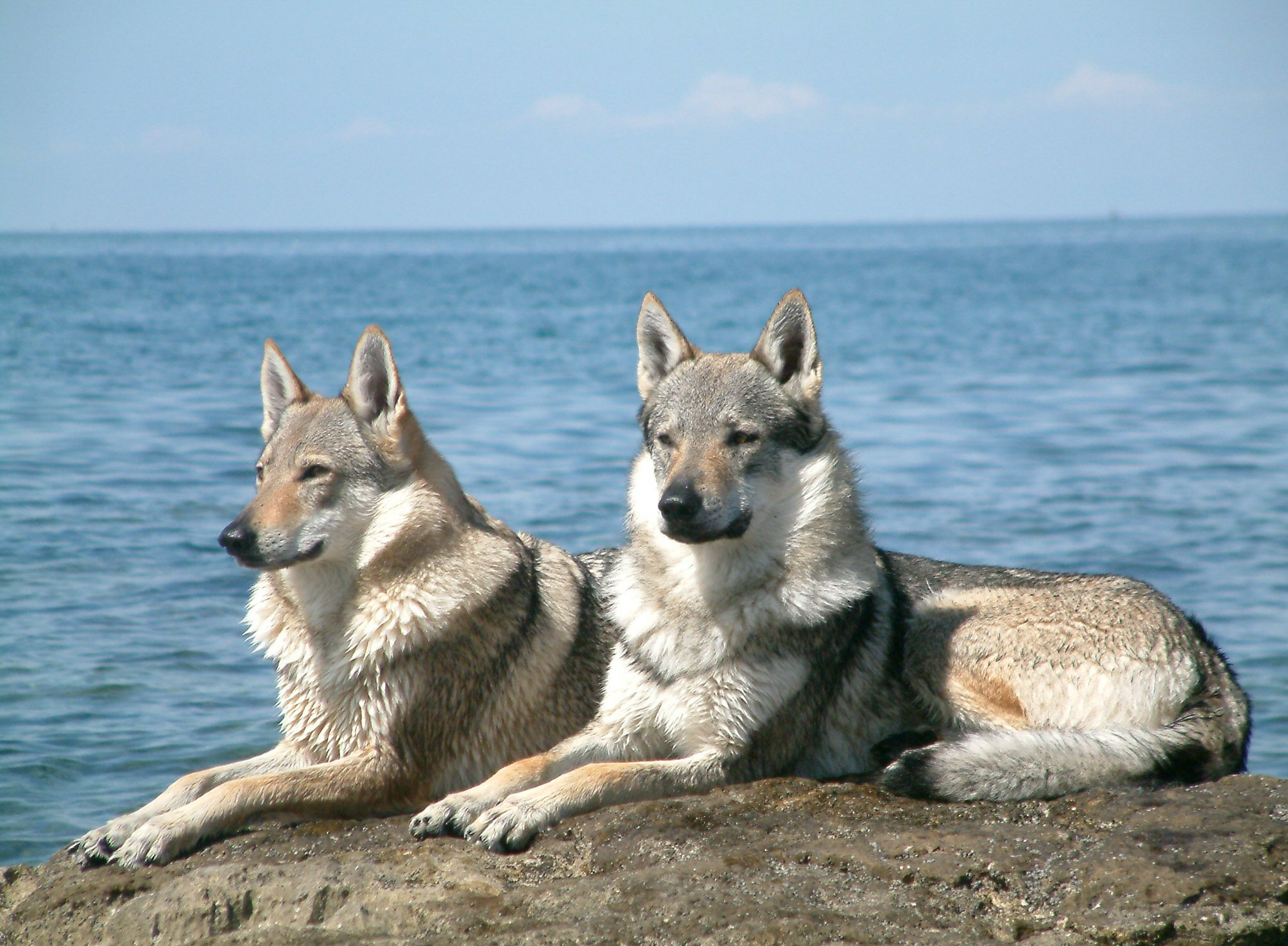
Československý vlčák

## Další státy
Německo: V některých spolkových zemích je zakázán dovoz plemen pitbulteriér, americký stafordširský teriér, stafordširský bulteriér a anglický bulteriér (2001).

Spojené království: Vlastnění psů plemen typu pitbulteriéra, tosy inu, argentinské dogy a brazilské fily je zakázáno (Dangerous Dogs Act, 1991).

Norsko: Zakázán chov československého vlčáka, saarlosova vlčáka a jakýchkoliv jiných kříženců s vlkem (2004).
Dánsko: V Dánsku je zakázané chovat i vystavovat plemena tosa inu, americký stafordšírský teriér, brazilská fila, argentinská doga, americký buldok, boerboel, středoasijský ovčák, kavkazský ovčák, jihoruský ovčák, šarplaninec, tornjak, kangal a pitbulteriér.
Španělsko: Královská vyhláška omezuje chov plemen americký pitbulteriér, americký stafordšírský teriér, argentinská doga, bulteriér a stafordšírský bulteriér.